# 費雪法 (統計學)

以費雪法合併兩個p值（P_{1}與P_{2}）。例如，當P_{1}與P_{2}皆為0.1時，合併之p值約為0.05。顏色最深的區域表示整體p值小於0.05。

費雪法（英語：Fisher's method），或稱費雪合併機率檢驗（英語：Fisher's combined probability test）是統計學中用於合併多個p值的方法，由羅納德·愛爾默·費雪所創，常應用於元分析。其基本形式是結合源於同一個虛無假設（H0）之下多個獨立性檢驗的結果。

## 應用
費雪法用於結合各個檢驗的極端值機率（即p值）成一個卡方統計量：
{\displaystyle X_{2k}^{2}\sim -2\sum _{i=1}^{k}\ln(p_{i})}，
其中pi為第i個檢驗之p值。當pi較小則卡方統計量X2較大而拒絕整體虛無假說。
若所有的虛無假說皆為真，且pi（或各統計檢驗量）皆相互獨立，則X2服從自由度為2k的卡方分布，其中k表示所有參與的假說檢定個數。按此可以取得聯合檢驗之p值，即對多個p值進行合併。
此卡方統計量的分布服從卡方分布的原因是：對於每一個統計檢驗i，其p值（pi）服從界於0至1的均勻分布。均勻分布取自然對數的相反數又服從指數分布。指數分布乘2又服從自由度為2的卡方分布。最終，k項獨立的卡方統計量（每項自由度為2）之總和服從自由度為2k的卡方分布。

## 獨立性前提的限制
當各檢驗不獨立時，X2偏大、整體p值偏小使推論過份偏好對立假說。因此，在不獨立的統計檢驗量間使用費雪法時，若整體p值較大較無所謂；但若整體p值很小則可能發生型一錯誤。

## 獨立性前提的擴展
在統計檢驗不相互獨立時，X2的虛無分布並不單純。常見的策略是採用縮放過的卡方隨機變數近似虛無分布。若已知p值間的共變異數，亦存在其它近似方法。
以布朗法為例，該方法可用於結合二個相依p值，當其統計檢定量為共變異數矩陣已知的多元常態分布。此外，科斯特法擴大了布朗法的條件：共變異數矩陣由已知擴展至未知但具純量乘法常數即可。
在相依結構未知時，調和平均p值可以代替費雪法，但仍不可假設檢驗相互獨立。

## 結果解讀
費雪法通常用於一系列相互獨立的統計檢驗，例如是具有相同虛無假說的各別研究。這與元分析的虛無假說經常是各別的虛無假說皆為真的情況相符。因此，費雪法結果若支持對立假說，則可解讀為至少存在一個對立假說為真。
在某些情況下，考慮各研究的「異質性」是有意義的，特別是某些研究支持虛無假說但某些支持對立假說，或是不同研究具有不同的對立假說。不同的對立假說形成的異質性可能是源於效果量在不同研究間不均。例如，考慮一系列針對葡萄糖攝取量對罹患第2型糖尿病的風險之研究，由於各研究間的對象存在遺傳或環境上的差異，特定葡萄糖攝取量所對應的罹患風險在各研究間亦可能不同。
在各別對立假說是全真或全偽的情況下，例如檢驗某種物理定律，單獨研究或實驗的結果若不一致則是偶然造成的，例如存在檢定力差異。
在元分析中若採用雙尾檢驗，即使部分各別研究指出存在強烈但方向不等的效果，仍可能拒絕整體虛無假設。在這種情況下，雖然可以解讀為至少存在一個研究中的虛無假說為偽，但這並不意味著應支持所有研究的對立假說。因此，雙尾元分析對對立假說中的異質性特別敏感。採用單尾檢驗的元分析可以檢測效果量的異質性，但側重於單一且預先指定的影響方向。

## 與斯托夫Z值法的關係
斯托夫Z值法（由社會學家山繆·安德魯·斯托福所創）與費雪法的作用相似，但前者可納入不同研究間具有不同的權重。
令Zi  =  Φ − 1(1−pi)，其中Φ為標準常態分布的累積分布函數，則
{\displaystyle Z\sim {\frac {\sum _{i=1}^{k}w_{i}Z_{i}}{\sqrt {\sum _{i=1}^{k}w_{i}^{2}}}}}
稱為元分析的整體Z值，其中w為各研究的權重。
由於費雪法基於「平均p值」而斯托夫Z值法基於「平均z值」，二者的關係遵循z與−log(p) = −log(1−Φ(z))的關係。在常態分布之下，二者並非線性關係，但z值經常存在的範圍（1至5）之內的關係較線性。因此，二種方法的檢定力通常很接近。

## 外部連結
- metap （页面存档备份，存于） R套件.